# Gressholmen
Gressholmen is een eiland van 0,135 km² in de Oslofjord, net ten zuiden van het centrum van Oslo. Administratief behoort het tot de gemeente Gamle Oslo.
De luchthaven van Gressholmen was van 1927 tot 1939 de locatie van de belangrijkste luchthaven van het land, tot de bouw van de luchthaven Fornebu. De luchthaven van Gressholmen was uitsluitend bedoeld voor watervliegtuigen. De watervliegtuighaven werd in 1952 verplaatst naar Fornebu.
Het eiland is gemakkelijk bereikbaar vanuit Oslo met de lokale veerboten, welke vertrekken vanaf Rådhusplassen in Oslo. Vóór 21 maart 2015 vertrokken de boten uit Vippetangen op de landtong waarop fort Akershus staat. Het toegangspunt bevindt zich aan de noordzijde.
Een groot deel van het eiland is een natuurreservaat. Het overige deel bestaat uit een jachthaven en wat grond waarop enkele huizen en hutten zijn gebouwd. Tevens bevindt zich op het eiland een naturistenstrand.
Tegenwoordig is het eiland verbonden met de twee voormalige eilanden Rambergøya en Heggholmen.

## Etymologie
Het eerste deel van de naam, gress, betekent 'gras'. Het tweede deel, holme, betekent 'eilandje'.

## Trivia
- De Noorse zanger Kristian Kristensen bracht in 2017 de extended play Gressholmen uit met hierop het gelijknamige nummer. In dit nummer bezingt hij het eiland en de omgeving ervan.